# Sundbergs konditori

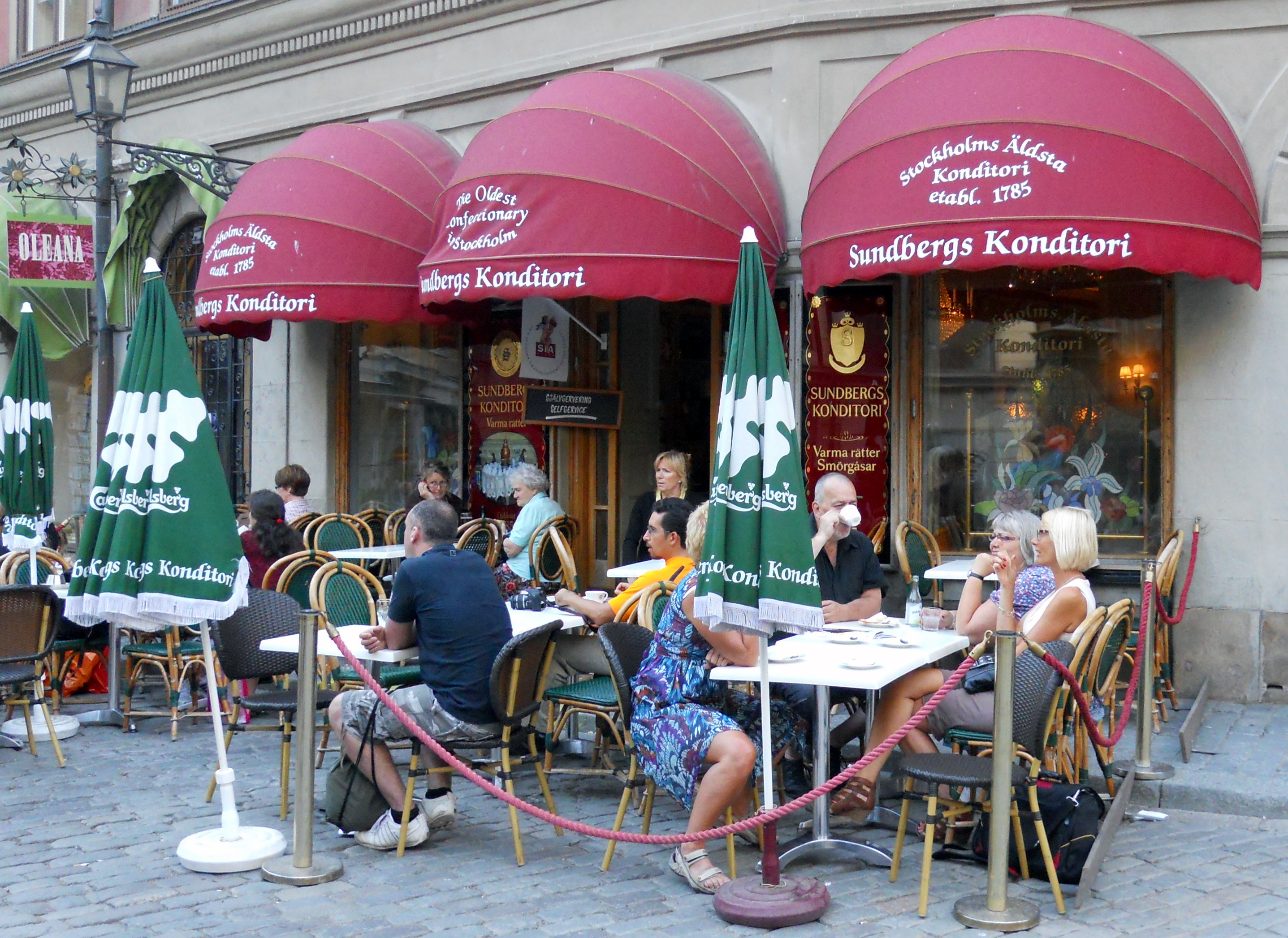
Sundbergs konditori i juli 2010.

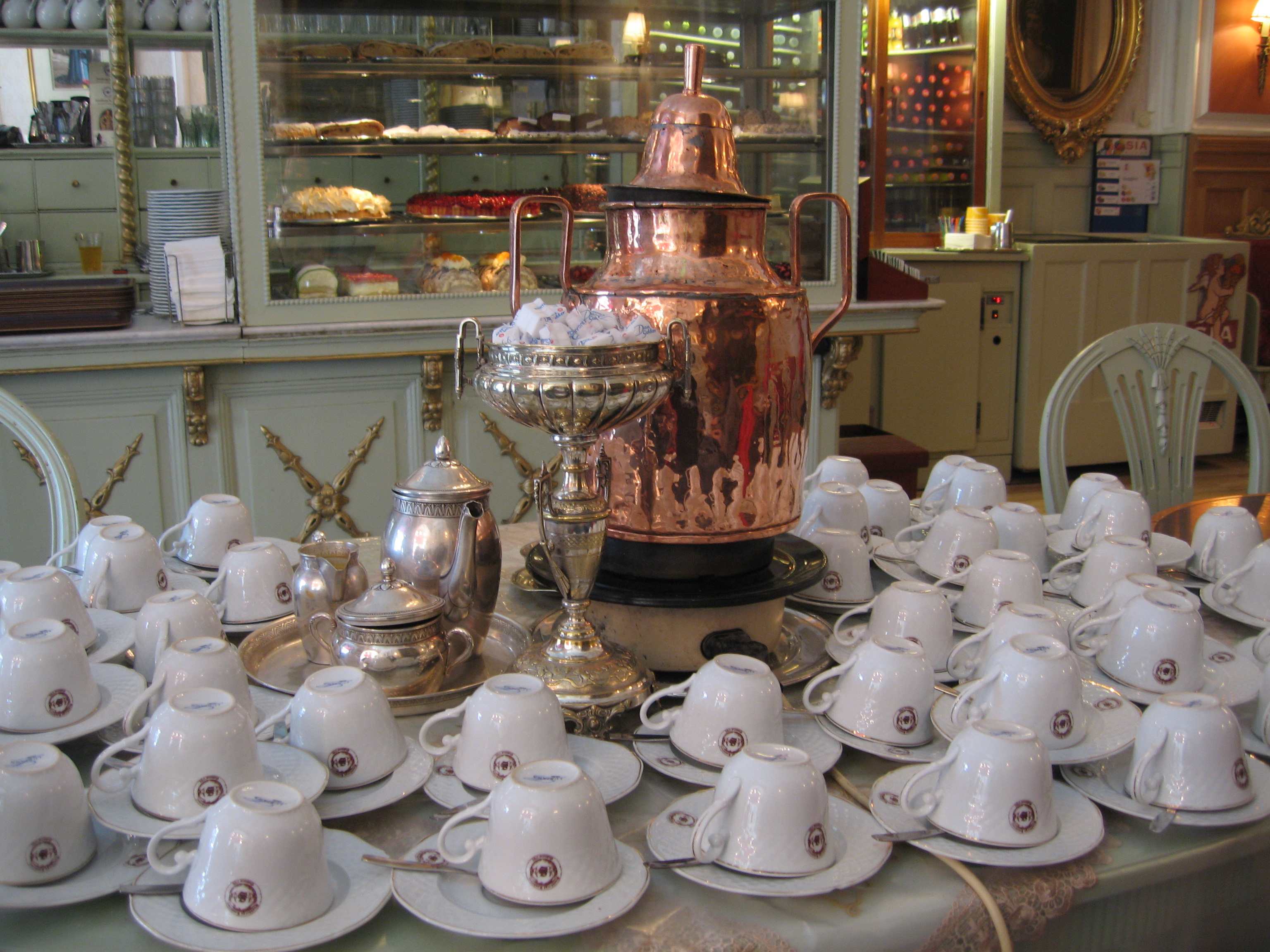
Sundbergs konditori i september 2010.

Sundbergs konditori är ett traditionsrikt café vid Järntorget 83 i Gamla stan i Stockholm.

## Historik
På denna adress öppnade 1605 Värdshuset Gripen av Meinert Feltman. Han avled redan 1607 och det uppstod en tvist mellan änkan, Anna, och hans bror, Herman, om vem som skulle driva verksamheten vidare. Hur länge ”Gripen” existerade är okänt.
Sundbergs konditori grundades 1785 av konditorn och sockerbagaren Gustaf Adolf Sundberg, som 1796 avlade sitt mästarprov. Ursprungligen hade konditoriet sin sockerbod vid korsningen av Drottninggatan och Klarabergsgatan, där varuhuset Åhléns City ligger idag.
När Sundberg blev utnämnd till hovkonditor 1793 flyttade han sin sockerbod till Järntorget där han redan hade sin bostad.
Konditoriet blev en samlingsplats för den del av Stockholms societet som kallades Skeppsbroadeln samt verksamma inom bankväsendet, och kaféet fick smeknamnet "Lilla Börsen". Konditoriet var i släkten Sundbergs ägo till 1944, då det såldes. Sundbergs konditori kallar sig Stockholms äldsta ännu verksamma kafé.